# James Gandon

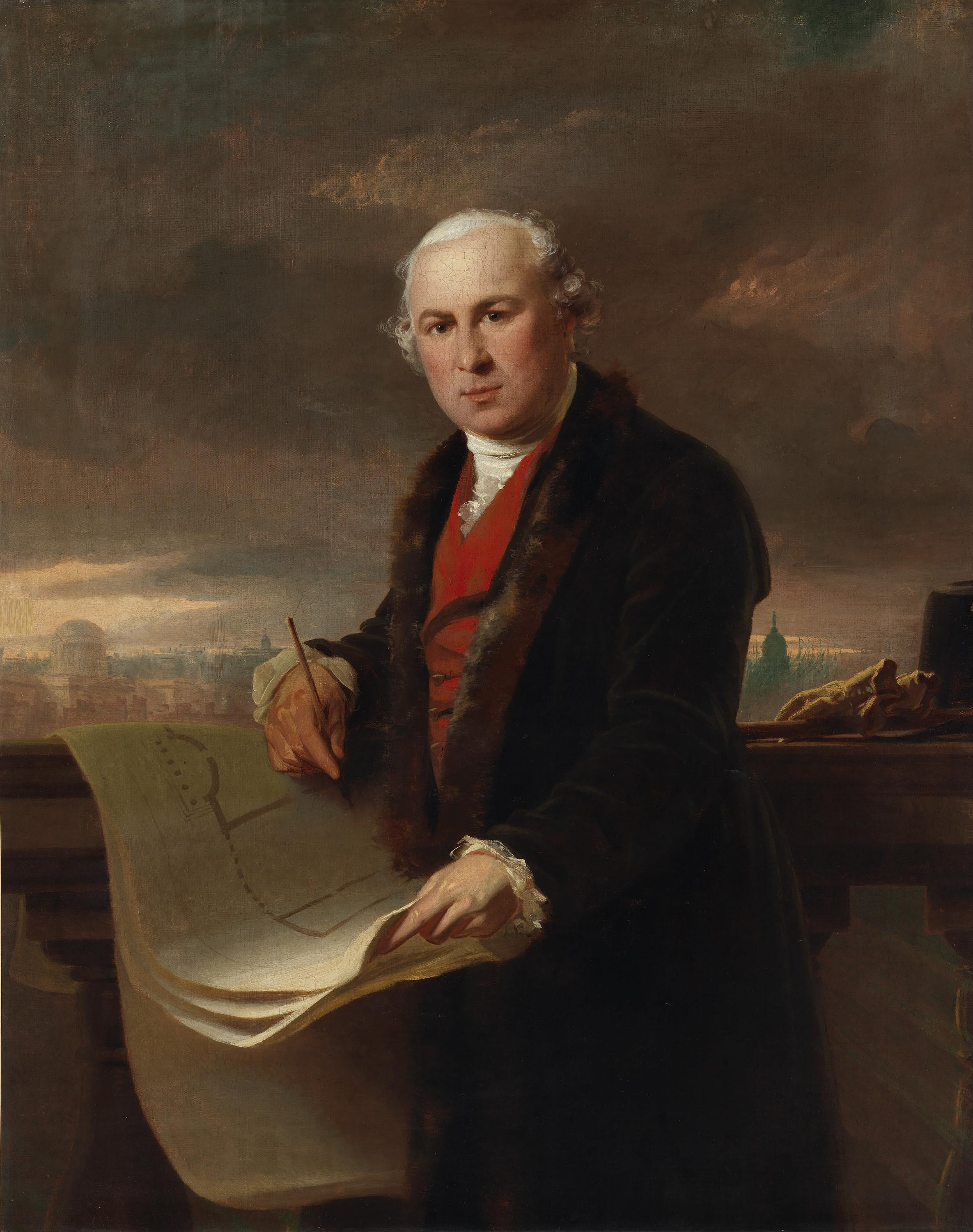
James Gandon

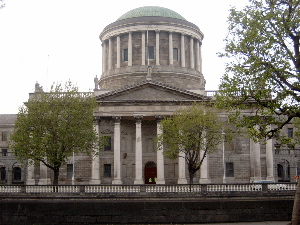
Four Courts av James Gandon

James Gandon, född 1743 i London, död 1823, erkänns idag som en av de ledande arkitekterna som verkade i Irland under slutet av 1700-talet och början av 1800-talet. Hans mest kända verk är The Custom House, Four Courts och King's Inns i Dublin samt Emo Court i Portlaoise.

## Biografi
James Gandon tillhörde en familj av franskt hugenottursprung. Han studerade arkitektur i den byrå som leddes av sir William Chambers. Chambers var anhängare av den nyklassicistiska palladianismen, även om han senare också använde ett nygotiskt formspråk. Det var hans ursprungliga stil som tilltalade Gandon och som denne kom att ansluta sig till.
År 1765 började han arbeta på egen hand. Han arkitektoniska verksamhet i England var dock begränsad. Mellan 1769 och 1771 samarbetade han med John Woolfe i utgivningen av två tilläggsvolymer av Vitruvius Britannicus, som innehöll ritningar och planer till byggnader av män som Inigo Jones och Colen Campbell. Han fick också en guldmedalj av Royal Academy 1768.

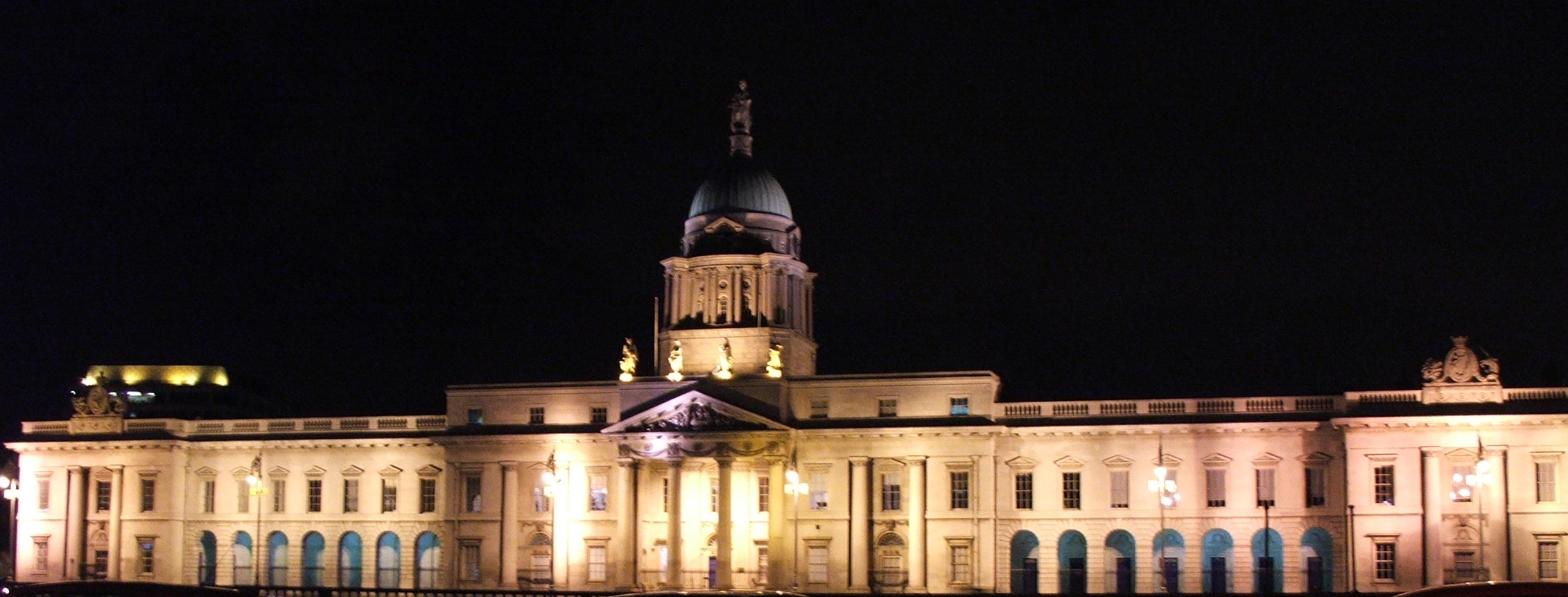
Den södra fasaden på Custom House nattetid.

År 1780 avböjde Gandon en inbjudan från en medlem av Romanovfamiljen att arbeta i St. Petersburg men 1781, vid 38 års ålder, accepterade han att komma till Irland på kallelse från lord Carlow och John Beresford för att övervaka konstruktionen av det nya Custom House i Dublin. Thomas Cooley, den ursprunglige arkitekten för projektet, hade dött och Gandon skulle avsluta arbetet.
Detta blev en vändpunkt i Gandons karriär och Dublin blev hans hem och dess arkitektur hans raison d'etre under återstoden av hans liv. Denna stad, som under Gandons livstid växte till den femte största i Europa, genomgick en enorm expansion.

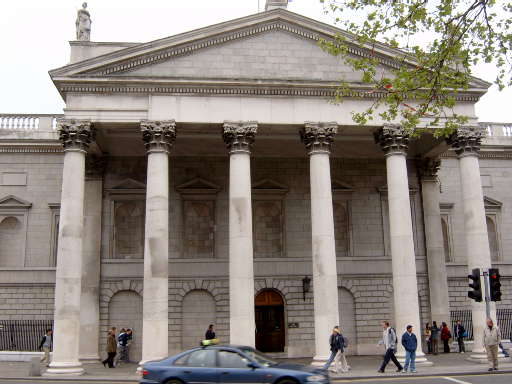
House of Lord's Entrance är en del av Gandon's utvidgning av Edward Lovett Pearce's hus för irländska parlamentet, vilket nu hyser Bank of Ireland.

Bland Gandons återstående arbeten i staden bör nämnas: Four Courts och King's Inns (som påbörjades 1795 och fullbordades 1816 av hans lärjunge Henry Aaron Baker), liksom många andra byggnader i College Green och Trinity College. Ett av hans mest prestigefylla uppdrag, som kom 1785, var att utvidga Pearces monumentala Houses of Parliament.
Gandon utsattes under hela sin framgångsrika karriär av massiv kritik från fiender och var impopulär bland befolkningen, vilket ledde till hans flykt under irländska upproret 1798. När han återkom var mycket förändrat. Act of Union, som trädde i kraft 1801, lade Irland direkt under regeringen i London. Detta medförde att stadens blomstring avbröts.
Även om många av hans verk inte längre finns i original - vissa hus är återuppbyggda efter att ha blivit förstörda i stridigheterna under inbördeskriget 1921–1922 - kan man tydligt se spåren av hans verksamhet i det georgianska Dublin idag.